# ويليام فريديريك إدواردز
ويليام فريديريك إدواردز (بالفرنسية: William Frederic Edwards)‏ هو أمين مكتبة وطبيب فرنسي، ولد في 1777، وتوفي في 1842.